# Virtuelle Universität
Eine Virtuelle Universität oder Virtuelle Hochschule bezeichnet Initiativen, die eine internetbasierte Hochschullehre anbieten.
Ende der 1990er Jahre begannen im deutschsprachigen Raum die Bestrebungen, einige erfolgreiche Beispiele aus den USA in eigene Projekte umzusetzen. Finanziert wurden die Vorhaben vom Bundesministerium für Bildung und Forschung (BMBF) auf Bundesebene in Deutschland, sowie den Kultusministerien der Länder, aber auch von einzelnen Hochschulen.

## Merkmale
Einige dieser Organisationen sind tatsächlich virtuell, da sie nur als lose Verbindung von Universitäten, Instituten oder Abteilungen bestehen, die gemeinsam eine Anzahl von Kursen über das Internet anbieten. Andere hingegen sind reale Organisationen im Namen der geltenden Gesetze und nennen sich virtuell, weil sie nur im Internet erscheinen.
Das Attribut „virtuell“ besitzt eine organisatorische Dimension, wie in den Begriffen „virtuelle Organisation“ oder „virtuelle Unternehmung“, sowie eine Dimension, die sich auf die angewandten Lehrmedien, wie beispielsweise das Internet, bezieht. Das Studieren als solches ist keineswegs „virtuell“. Studenten, die sogenannte virtuelle Kurse belegen, arbeiten um ihren Abschluss zu erlangen ebenso „real“ wie Dozenten, die diese Kurse vorbereiten und lehren.
Unter dem Begriff „E-Learning“ (auch E-Teaching genannt) wird heute eine ganze Bandbreite von Angeboten zusammengefasst: von im Internet angebotenen Lehr- und Lernmaterialien für einzelne Kurse bis hin zu kompletten Studiengängen, die internetbasiert als Fernlehre angeboten werden. Beim Lernen unabhängig von Zeit und Ort sind die Fragen der Zertifizierung, d. h. das Vergeben von Leistungspunkten oder Abschlüssen noch nicht gänzlich beantwortet. Da man sicherstellen muss, dass tatsächlich eine Leistung erbracht worden ist, finden Prüfungen derzeit auch in virtuellen Hochschulen in der Regel in Präsenz statt. Bei virtueller Lehre findet die Kommunikation mit Lehrkräften und Kommilitonen in der Regel medalisiert statt, d. h. durch E-Mail, Chat, Forum oder Videokonferenz. Oft wird ein Lernportal oder Lernraumsystem eingesetzt, um die Lehre in einzelnen Kursen zu unterstützen.
Es gibt Bestrebungen, Kartierungen dieser Angebote vorzunehmen, aber aufgrund der Vielzahl der Angebote ist es nicht einfach, einen Überblick zu erhalten. Mittlerweile haben sich viele Hochschulen Angebote für eine virtuelle Lehre oder von Blended Learning (eine Verwendung von virtueller Elemente in einer Präsenzveranstaltung, z. B. den Einsatz von Chats oder Foren parallel zur Lehrveranstaltung) als Ziel gesetzt. Verwandte Arbeitsbereiche sind die Digitale Bibliothek, Content-Management-Systeme und Lernportale.

## Studium
Beim Studium an einer virtuellen Universität gibt es keine Gebäude und keinen Campus, auf den man sich begeben könnte, da das Studium online stattfindet. In den meisten Fällen werden nur ein Computer und eine Internetverbindung benötigt. Durch diese Verbindung können die Studenten auf die virtuelle Universität zugreifen und dann Vorlesungen besuchen, Aufgaben lösen, Fallstudien diskutieren, Tests schreiben, Fragen stellen usw. Gleichermaßen kommunizieren sie mit ihren Dozenten, Tutoren oder Verwaltungspersonal und dergleichen über das Internet.
Einige virtuelle Universitäten lassen ihren Studenten viele Freiräume. So können sie selbst entscheiden, wann und wie schnell bzw. langsam sie lernen wollen. Dies kann sowohl Vorteile als auch Nachteile mit sich bringen, so können sich Studenten unter Umständen allein gelassen fühlen, wenn sie nicht in einem beaufsichtigten Zeitplan verankert sind. Um diesen Effekt zu vermeiden, wenden andere virtuelle Universitäten dieselbe Art von Zeitmanagement an wie traditionelle Universitäten: Die Programme werden in Semester unterteilt, Kurse werden in einem wöchentlichen Rhythmus gelehrt, jede Woche werden Hausaufgaben aufgegeben usw.
Die Lehrmethoden vieler virtueller Studienprogramme basieren hauptsächlich auf Textdokumenten, aber auch Multimediatechnologien werden immer beliebter. Das Spektrum der Lehrmethoden in virtueller Lehre beinhaltet Kurse, die auf Hypertext, Videos, Audiobeiträgen und animierten Materialien basieren.

## Vorteile
Allgemein gesagt gibt es in Informatik, Ingenieurwissenschaften und den Naturwissenschaften mehr virtuelle Programme als in den geisteswissenschaftlichen Fächern. Virtuelle Programme sind für die Flexibilität schätzende Leute geeignet. „Study anywhere at any time“ ist ein beliebter Slogan, trotzdem kann die Flexibilität durch Zeitpläne oder Bewerbungsfristen eingeschränkt werden. Studenten, die auf Voll- oder Teilzeitbasis arbeiten, können beispielsweise am Abend oder am Wochenende lernen, ohne zu bestimmten Unterrichtszeiten auf dem Campus präsent sein zu müssen.
Im öffentlichen Sektor waren zu Beginn die Erwartungen sehr hoch, durch virtuelle Lehre und virtuelle Universitäten Geld zu sparen. Signifikante Kostenersparnisse konnten jedoch nicht verwirklicht werden, da der Aufwand, einen virtuellen Kurs zu erstellen, unterschätzt wurde.

## E-Campus und E-University
E-Campus und E-University sind Schlagworte des E-Namensraums, welche die Virtualisierung von Hochschulen-Teilbereichen bezeichnet. Der E-Campus stellt dabei eine Zwischenstufe auf dem Weg zur E-University dar.
Während das elektronische Lernen ausschließlich auf Lernprogramme und Learning Management beschränkt ist, bindet E-Campus verstärkt auch administrative Aufgaben ein. Dazu zählt die Verwaltung von Studierenden, Räumen, Vorlesungen und Prüfungen sowie wichtige Informationen wie Adressen, Hinweisen zu Veranstaltungen und Stundenplänen. Dadurch lässt sich zum einen der Studienbetrieb vereinfachen und mitunter auch rationalisieren und zum anderen Studenten im Praxissemester über einen entsprechenden Zugang auch während ihrer Abwesenheit näher an die Hochschule binden. Ein weiteres Ziel ist die Vereinfachung der IT-Infrastruktur, indem mehrere Applikationen zusammengefasst, Arbeitsprozesse damit optimiert und Medienbrüche vermieden werden.
Neben den administrativen Aufgaben und der Unterstützung des Studienbetriebs werden Lerngemeinschaften in Form von Kollaboration innerhalb virtueller Übungsräume oder über synchrone und asynchrone Kommunikationsformen sowie Wikis und Blogs unterstützt.
Die E-University stellt die Endstufe der Virtualisierung dar und damit die komplette virtuelle Spiegelung des realen universitären Bereichs. Dazu gehören die komplette Hochschulverwaltung von der Studentenverwaltung und Raumplanung über Finanzverwaltung bis hin zum Prüfungsamt, sowie alle Lehrveranstaltungen, unterschiedliche elektronische Kommunikationsformen und das soziale Campus-Leben. Präsenzseminare sind dabei nach wie vor ein Bestandteil von Blended-Learning-Konzepten, deren Verwaltung jedoch ausschließlich über ein entsprechendes Portal abgewickelt wird.
Die Befürworter der E-University sprechen darüber hinaus von einem Aufräumen „institutionalisierter Wissenshierarchien“. Im Bereich Wissensmanagement wirken E-Universities unterstützend in der Suche und Organisation von Studienmaterial, Vorlesungen und anderer Angebote. Die Unabhängigkeit von Zeit und Raum spielt dabei eine wesentliche Rolle.
Software zur Umsetzung der Ziele des E-Campus und der E-University umfasst neben kommerziellen Produkten wie Clix-Campus auch Open-Source-Lösungen wie zum Beispiel die Kombination aus ILIAS, Stud.IP, Moodle, und Docebo.

### Überblicksportale
- Institut für Wissensmedien Tübingen: e-teaching.org
- Studieren im Netz – ein Angebot der Bund-Länder-Kommission für Bildungsplanung und Forschungsförderung und der Bundesagentur für Arbeit
- Virtuelle Hochschulen im Vergleich

### Beispiele virtueller Universitäten
- Diploma FH Nordhessen
- Virtuelle Fachhochschule
- International University Network
- Virtuelle Hochschule LMU
- Virtueller Campus Rheinland-Pfalz
- Virtueller Studienplatz der FernUniversität in Hagen
- Tele-TASK-Vorlesungsarchiv am Hasso-Plattner-Institut an der Universität Potsdam
- Virtuelle W3L Akademie
- Hongkong Virtuelle Universität
- University of the People

### Beispiele E-Campus
- eCampus-Lausitz e. V., Universität Cottbus und Fachhochschule Lausitz
- E-Campus Wirtschaft